# Oakham (Massachusetts)
Oakham é uma vila localizada no condado de Worcester no estado estadounidense de Massachusetts. No Censo de 2010 tinha uma população de 1.902 habitantes e uma densidade populacional de 34,61 pessoas por km².

## Geografia
Oakham encontra-se localizado nas coordenadas 42° 21′ 03″ N, 72° 02′ 39″ O. Segundo o Departamento do Censo dos Estados Unidos, Oakham tem uma superfície total de 54.96 km², da qual 53.95 km² correspondem a terra firme e (1.83%) 1.01 km² é água.

## Demografia
Segundo o censo de 2010, tinha 1.902 pessoas residindo em Oakham. A densidade populacional era de 34,61 hab./km². Dos 1.902 habitantes, Oakham estava composto pelo 97.58% brancos, o 0.63% eram afroamericanos, o 0% eram amerindios, o 0.42% eram asiáticos, o 0.05% eram insulares do Pacífico, o 0.26% eram de outras raças e o 1.05% pertenciam a duas ou mais raças. Do total da população o 2.42% eram hispanos ou latinos de qualquer raça.